# Casalnuovo di Napoli
Casalnuovo di Napoli ist eine italienische Gemeinde mit 46.876 Einwohnern (Stand 31. Dezember 2023) in der Metropolitanstadt Neapel, Region Kampanien. Sie grenzt an die Gemeinden Acerra, Afragola, Casoria, Pollena Trocchia, Pomigliano d’Arco, Sant’Anastasia und Volla.
Berühmteste Söhne des Ortes sind der ehemalige Erzbischof von Neapel Alessio Ascalesi sowie der Fußballer Vincenzo Sarno, der in den Jahren 1999 und 2000 als Wunderkind und größtes Nachwuchstalent des Weltfußballs galt.

## Bevölkerungsentwicklung
Casalnuovo di Napoli zählt 16.357 Privathaushalte. Zwischen 1991 und 2001 stieg die Einwohnerzahl von 32.134 auf 47.940. Dies entspricht einer prozentualen Zunahme von 49,2 %.